# Heather MacRae
Heather MacRae (New York, 5 ottobre 1946) è un'attrice statunitense.

## Biografia
Figlia di Sheila MacRae e Gordon MacRae, Heather MacRae è nota soprattutto per la sua partecipazione nei film Tutto quello che avreste voluto sapere sul sesso* *ma non avete mai osato chiedere (1972) e Una coppia perfetta (1979). Molto attiva anche in campo teatrale, ha recitato a Broadway nei musical Hair e Falsettos, oltre che a Jesus Christ Superstar a Los Angeles.

## Filmografia parziale

### Cinema
- Tutto quello che avreste voluto sapere sul sesso* *ma non avete mai osato chiedere (Everything You Always Wanted to Know About Sex* *but Were Afraid to Ask), regia di Woody Allen (1972)
- Batte il tamburo lentamente (Bang the Drum Slowly), regia di John D. Hancock (1973)
- Una coppia perfetta (A Perfect Couple), regia di Robert Altman (1979)
- Cercasi superstar (Life with Mikey), regia di James Lapine (1993)
- Il destino nel nome - The Namesake (The Namesake), regia di Mira Nair (2006)

### Televisione
- Flipper – serie TV, 1 episodio (1966)
- Starsky & Hutch – serie TV, 2 episodi (1972)
- Angeli volanti (Fliyng High) – serie TV, 1 episodio (1978)
- Clarissa (Clarissa Explains It All) – serie TV, 2 episodi (1991-1992)
- Frasier – serie TV, 1 episodio (1996)
- Casa e chiesa (Soul Man) – serie TV, 1 episodio (1997)
- Law & Order - Unità vittime speciali (Law & Order: Special Victims Unit) – serie TV, 2 episodi (2001-2002)
- I Soprano (The Sopranos) – serie TV, 1 episodio (2002)
- Sex and the City – serie TV, 1 episodio (2004)
- The Big C – serie TV, 1 episodio (2013)
- Instinct – serie TV, 1 episodio (2018)

## Doppiatrici italiane
- Melina Martello in Tutto quello che avreste voluto sapere sul sesso* (*ma non avete mai osato chiedere)